# ذئب شرقي
الذئب الشرقي (الاسم العلمي: Canis lycaon) هو حيوان ثديي لاحم من عائلة الكلبيات ينتشر في أمريكا الشمالية. تؤكد الدراسات الجينية التي أجريت في القرن الحادي والعشرين أنه نوع من أنواع العالم الجديد بحد ذاته وليس نويعاً من الذئب الرمادي كما كان يُعتقد. يمكن العثور على هذا الذئب أساساً في كندا، لا سيما في المنطقة المحمية من حديقة مقاطعة ألجونكوين.

## روابط خارجية
- الذئب الشرقي نسخة محفوظة 3 مارس 2016 على موقع واي باك مشين.، بنك الحمض النووي بجامعة ترينت
- مسح الذئب الشرقي